# おおいぬ座ベータ星
おおいぬ座β星は、おおいぬ座の恒星で2等星。

## 概要
おおいぬ座の中では4番目に明るい星だが、実際にはα星のシリウスより1,300倍もの光度で輝いており、もし太陽系からの距離がシリウスと同じであれば金星の15倍以上の明るさで輝いて見える。
0.250日の周期で1.93等星～2.00等星の範囲を変光するケフェウス座β型変光星で、このタイプの変光星では最も明るく見える。そのため、このタイプの変光星を、「おおいぬ座β型変光星」と呼んだこともある。このタイプの変光星は変光範囲が小さいので眼視観測では明るさの変化がわからない。この星は6時間の間に+1.93から+2.00等の範囲で変光する。その変光の不安定さから、水素核融合を終える最終段階にあると考えられている。
太陽系から見てこの星の方向50 パーセク (pc) から300 pcにわたって、中性ガスがほとんど存在しないトンネルのような構造が存在する。これは太陽系が位置する「局所泡 (Local Bubble)」の端から繋がる構造と見られており、おおいぬ座β星の名を取って「ミルザム・トンネル (Mirzam tunnel)」とも呼ばれる。

## 名称
学名はβ Canis Majoris（略称はβ CMa）。固有名はミルザム (Mirzam) 。別名ムルジム（Murzim）とも呼ばれたが、2016年6月30日に国際天文学連合の恒星の命名に関するワーキンググループ (Working Group on Star Names, WGSN) は、Mirzam をおおいぬ座β星の固有名として正式に承認した。いずれも al-mirzam というアラビア語に由来しているが、何を意味していたのかはわかっていない。この星だけでなく、こいぬ座β星やオリオン座γ星など、より明るい星が続いて上ってくる他の星も al-mirzam という名が付けられていたことから、何かそれに関係した意味の言葉であったと推測されている。